# 29 юни
29 юни е 180-ият ден в годината според григорианския календар (181-ви през високосна). Остават 185 дни до края на годината.

## Събития
- 922 г. – Робер I става крал на Западна Франция.
- 1128 г. – Конрад III е коронован за лангобардски крал на Италия.
- 1312 г. – Хайнрих VII е коронован за римско-немски император.
- 1613 г. – Театър Глобус в Лондон изгаря до основи, след като сценично оръдие гръмва непредвидено по време на пиеса и подпалва покрива на театъра.
- 1617 г. – Фердинанд II Хабсбург е коронован в Прага за крал на Бохемия.
- 1797 г. – Наполеон Бонапарт прокламира в Северна Италия Цизалпинската република.
- 1850 г. – Цариградската патриаршия предоставя автокефалност на Църквата на Гърция с томос.
- 1880 г. – Франция анексира Таити.
- 1882 г. – Издигнат е Руския паметник в София.
- 1913 г. – Основан е бразилския футболен клуб Ешпорте Клубе Жувентуде.
- 1931 г. – Съставено е Правителство на България, начело с Александър Малинов.
- 1944 г. – Червената армия превзема Бобруйск, избивайки над 20 000 германски войници.
- 1947 г. – Открита е първата редовна линия за въздушен транспорт София – Бургас от Дирекция въздушни съобщения.
- 1976 г. – Държавата Сейшели става независима от Обединеното кралство.
- 1986 г. – Националният отбор по футбол на Аржентина побеждава Националния отбор по футбол на Германия с 3:2 и спечелва световното първенство по футбол.
- 1995 г. – Програма Мир-Шатъл: Космическата совалка на НАСА Атлантис се скачва с руската орбитална станция Мир за първи път.
- 2007 г. – Открит е Музей на киселото мляко в с. Студен извор.

## Родени
- 1475 г. – Беатриче д’Есте, херцогиня на Милано и мецен на Леонардо да Винчи († 1497 г.)
- 1482 г. – Мария Арагонска, кралица на Португалия († 1517 г.)
- 1798 г. – Джакомо Леопарди, италиански поет († 1837 г.)
- 1828 г. – Желю войвода, български революционер († 1893 г.)
- 1844 г. – Петър I, крал на сърби, хървати и словенци († 1921 г.)
- 1847 г. – Шарл Жид, френски икономист († 1932 г.)
- 1849 г. – Педро Монт Монт, чилийски политик († 1910 г.)
- 1849 г. – Сергей Вите, руски финансист и държавник († 1915 г.)
- 1852 г. – Олимпий Панов, български революционер († 1887 г.)
- 1864 г. – Наум Тюфекчиев, български революционер († 1916 г.)
- 1865 г. – Петко Клисуров, български художник († 1933 г.)
- 1874 г. – Христо Шаламанов, български революционер († ? г.)
- 1875 г. – Кирил Христов, български поет и писател († 1944 г.)
- 1879 г. – Александър Цанков, министър-председател на България († 1959 г.)
- 1879 г. – Петко Наумов, български композитор и музикален педагог († 1933 г.)
- 1881 г. – Курт Закс, немски музиколог († 1959 г.)
- 1882 г. – Марку Беза, румънски писател и дипломат († 1949 г.)
- 1884 г. – Александър Огнянов, български политик († 1953 г.)
- 1886 г. – Робер Шуман, министър-председател на Франция († 1963 г.)
- 1887 г. – Димитър Бъров, български политик († 1961 г.)
- 1900 г. – Антоан дьо Сент-Екзюпери, френски писател († 1944 г.)
- 1900 г. – Васил Евтимов, български художник († 1986 г.)
- 1903 г. – Борис Милев, български журналист и актьор († 1983 г.)
- 1903 г. – Петър Иванов, български футболист († 1968 г.)
- 1911 г. – Бернхард Нидерландски, принц на Холандия († 2004 г.)
- 1911 г. – Бърнард Хърман, американски композитор († 1975 г.)
- 1920 г. – Стоил Попов, български драматичен актьор († 2007 г.)
- 1921 г. – Фредерик Дар, френски писател († 2000 г.)
- 1925 г. – Джорджо Наполитано, президент на Италия († 2023 г.)
- 1926 г. – Джабер III ал-Ахмед ал-Джабер ал-Сабах, емир на Кувейт († 2006 г.)
- 1929 г. – Ориана Фалачи, италианска журналистка и писателка († 2006 г.)
- 1930 г. – Славомир Мрожек, полски писател, драматург и карикатурист († 2013 г.)
- 1942 г. – Леа Коен, български писател и политик
- 1942 г. – Румен Янков, български юрист († 2010 г.)
- 1948 г. – Емил Чакъров, български диригент († 1991 г.)
- 1948 г. – Иън Пейс, английски барабанист (Deep Purple)
- 1956 г. – Ник Фрай, британски спортен директор
- 1957 г. – Курбангули Бердимухамедов, президент на Туркменистан
- 1957 г. – Майкъл Нутер, кмет на Филаделфия
- 1958 г. – Дитер Алтхаус, германски политик
- 1960 г. – Кевин Ширли, музикален продуцент
- 1962 г. – Джордж Замка, американски астронавт
- 1971 г. – Антъни Хамилтън, английски снукър играч
- 1972 г. – Науал Ал Зогби, ливанска певица
- 1972 г. – Саманта Смит, американска ученичка († 1985 г.)
- 1977 г. – Зулийка Робинсън, британска актриса
- 1978 г. – Никол Шерцингер, американска актриса, фотомодел и певица
- 1979 г. – Цанко Цанков, български волейболист
- 1982 г. – Джуд Стърлинг, английски футболист
- 1984 г. – Томаш Иршак, чешки футболист
- 1986 г. – Хосе Мануел Хурадо, испански футболист
- 1991 г. – Йонислав Йотов (Тото), български музикален изпълнител

## Починали
- 1315 г. – Реймонд Лули, каталонски философ (* 1232 г.)
- 1761 г. – Елизабета Албертина фон Сакс-Хилдбургхаузен, германска принцеса, херцогиня на Саксония (* 1713 г.)
- 1831 г. – Хайнрих Фридрих Карл, пруски държавник (* 1757 г.)
- 1875 г. – Фердинанд I, император на Австрия (* 1793 г.)
- 1890 г. – Отон Раух, руски офицер (* 1834 г.)
- 1895 г. – Петър Начев, български революционер (* 1869 г.)
- 1895 г. – Томас Хъксли, английски биолог (* 1825 г.)
- 1909 г. – Пантелей Урумов, български общественик (* ? г.)
- 1933 г. – Фати Арбакъл, американски комик (* 1887 г.)
- 1933 г. – Филип Главеев, български революционер (* 1860 г.)
- 1940 г. – Паул Клее, швейцарски художник (* 1879 г.)
- 1941 г. – Игнаци Падеревски, полски пианист (* 1860 г.)
- 1945 г. – Чеде Филиповски, югославски партизанин (* 1923 г.)
- 1965 г. – Ернст Бернхард, немски лекар (* 1896 г.)
- 1967 г. – Примо Карнера, италиански боксьор (* 1906 г.)
- 1969 г. – Веселин Стоянов, български композитор (* 1902 г.)
- 1970 г. – Щефан Андрес, немски писател (* 1906 г.)
- 1973 г. – Атанас Дачев, български революционер (* 1883 г.)
- 1981 г. – Васила Вълчева, добруджанска народна певица (* 1906 г.)
- 1982 г. – Хенри Кинг, американски филмов режисьор (р. 1886 г.)
- 1985 г. – Тодор Атанасов, български художник (* 1928 г.)
- 1993 г. – Илия Йосифов, български певец (* 1912 г.)
- 1995 г. – Лана Търнър, американска актриса (* 1921 г.)
- 2001 г. – Пеко Таков, български политик (* 1909 г.)
- 2003 г. – Катрин Хепбърн, американска актриса (* 1907 г.)
- 2008 г. – Димитър Екимов, български музикант (* 1970 г.)
- 2021 г. – Джон Лоутън, английски музикант (* 1946 г.)
- 2023 г. – Анжел Вагенщайн, български режисьор, писател и сценарист (* 1922 г.)[1]

## Празници
- Честване на Светите апостоли Петър и Павел (Петровден)
- Ден на река Дунав – Отбелязва се от 2004 г. по инициатива на Международната комисия за опазване на река Дунав
- България – Празник на градовете Белоградчик, Етрополе, Лясковец, Павликени и Своге
- България – Ден на занаятите – Чества се от българските занаятчии на Петровден
- България – Ден на безопасността на движението по пътищата (от 2019 г.)
- Италия – Празник на градовете Аляна, Ардеа, Ацано Дечимо и Рим
- Сейшели – Ден на независимостта (от Великобритания – 1976 г.)